# Placca di Qiantang
La placca di Qiantang era un'antica placca tettonica della litosfera terrestre.

## Caratteristiche
La placca di Qiantang fu in esistenza durante il Mesozoico; all'inizio del Giurassico entrò in collisione con la placca euroasiatica situata più a nord quando la placca indiana e la placca di Lhasa situate più a sud iniziarono a spostarsi verso nord.
Non è chiaro come la placca di Qiantang abbia interagito con la placca cimmeriana che pure si saldò a sud con la placca euroasiatica. A sud la placca di Lhasa scomparve per subduzione al di sotto della placca di Qiantang, mentre a nord la placca di Qiantang andò a sua volta in subduzione sotto la placca euroasiatica.
Attualmente quel che rimane della placca di Qiantang forma la parte settentrionale dell'altopiano del Tibet.